# Playa de Las Imeas y Los Cantones
Las playas de Las Imeas y Los Cantones son diversas calas consecutivas de forma curva con una longitud cada una de unos 25 m y una anchura media en torno a los diez m que están situadas en el occidente del Principado de Asturias (España), en el concejo de Valdés que pertenecen a la villa de Busto.

## Descripción
Tiene una peligrosidad media y su entorno es totalmente virgen pudiéndose acceder a ella por varios caminos peatonales de una longitud inferior a un km. Su lecho es de arenas tostadas gruesas y cantos rodados y una ocupación muy baja.
Para acceder a estas calas hay que abandonar la n-634 en dirección a Querúas y llegar a la localidad de Busto siguiendo la carretera sin coger ninguna desviación para llegar a un lugar que tiene una línea de árboles los cuales separan los prados de un camino de tierra. En este momento hay que dejar el coche para seguir a pie por una pista que se dirige al este de la Playa de Cueva. Algo más adelante hay un camino descendente por el cual llegaremos a las dos calas. Tomando la zona ribereña del río Esla se encuentra una zona conocida como «La pocha».
Como actividades recomendadas, solo debe hacerse, y con prudencia, la pesca recreativa a caña. Se aconseja que para recorrer el camino hasta los acantilados de la playa y acceder a ella se vaya provisto de pantalón largo y duro para evitar los pinchazos de las numerosos espinos y tojos que están casi cerrando el camino.